# Ferula loscosii
Ferula loscosii är en flockblommig växtart som beskrevs av Heinrich Moritz Willkomm. Ferula loscosii ingår i släktet stinkflokesläktet, och familjen flockblommiga växter. Inga underarter finns listade i Catalogue of Life.